# Hyloxalus abditaurantius
Hyloxalus abditaurantius is een giftige kikker uit de familie pijlgifkikkers (Dendrobatidae). De soort werd voor het eerst wetenschappelijk beschreven door Philip Arthur Silverstone in 1975; hij gebruikte aanvankelijk de naam Colostethus abditaurantius. Taran Grant et al. deelden de soort in 2006 in bij het geslacht Hyloxalus.

## Voorkomen
Hyloxalus abditaurantius is endemisch in Colombia. De kikker leeft op de westelijke flanken van de Cordillera Occidental en het noordelijke deel van de Cordillera Central op een hoogte van 1450 tot 2000 meter boven zeeniveau.